# فهرست‌های برندگان جایزه نوبل
فهرست‌های برندگان جایزه نوبل ممکن است به یکی از موارد زیر اشاره داشته باشد:
- فهرست کلی: فهرست برندگان جایزه نوبل

بر پایه جایزه؛
- فهرست برندگان جایزه نوبل شیمی
- فهرست برندگان جایزه نوبل اقتصاد
- فهرست برندگان جایزه نوبل ادبیات
- فهرست برندگان جایزه صلح نوبل
- فهرست برندگان جایزه نوبل فیزیک
- فهرست برندگان جایزه نوبل فیزیولوژی و پزشکی

بر پایه قومیت؛
- فهرست زنان برنده جایزه نوبل
- فهرست سیاه‌پوستان برنده جایزه نوبل
- فهرست لاتینی و هیسپانیکی‌های برنده جایزه نوبل
- فهرست مسیحیان برنده جایزه نوبل
- فهرست یهودیان برنده جایزه نوبل
- فهرست مسلمانان برنده جایزه نوبل
- فهرست بی‌دین‌های برنده جایزه نوبل

بر پایه منشاء؛
- فهرست کشورها براساس سرانه برندگان جایزه نوبل
- فهرست برندگان جایزه نوبل بر پایه کشور
- فهرست برندگان جایزه نوبل بر پایه دانشگاه
- فهرست برندگان جایزه نوبل بر پایه وابستگی به دبیرستان
- فهرست برندگان عرب جایزه نوبل
- فهرست برندگان آسیایی جایزه نوبل
- فهرست برندگان آفریقایی جایزه نوبل

بر پایه ملیت؛
- فهرست آرژانتینی‌های برنده جایزه نوبل
- فهرست استرالیایی‌های برنده جایزه نوبل
- فهرست بلژیکی‌های برنده جایزه نوبل
- فهرست چینی‌های برنده جایزه نوبل
- فهرست دانمارکی‌های برنده جایزه نوبل
- فهرست مجارستانی‌های برنده جایزه نوبل
- فهرست هندی‌های برنده جایزه نوبل
- فهرست اسرائیلی‌های برنده جایزه نوبل
- فهرست ایتالیایی‌های برنده جایزه نوبل
- فهرست ژاپنی‌های برنده جایزه نوبل
- فهرست کره‌ای‌های برنده جایزه نوبل
- فهرست پاکستانی‌های برنده جایزه نوبل
- فهرست لهستانی‌های برنده جایزه نوبل
- فهرست روس‌های برنده جایزه نوبل
- فهرست اسپانیایی‌های برنده جایزه نوبل
- فهرست ولزی‌های برنده جایزه نوبل

سایر؛
- فهرست رئیس حکومت‌ها و رئیس‌جمهورهای برنده جایزه نوبل